# Boston Celtics 2019-2020
La stagione 2019-2020 dei Boston Celtics è stata la 74ª stagione della franchigia nella NBA.
L'11 marzo 2020, la stagione NBA è stata interrotta per via della pandemia di COVID-19, dopo che il giocatore degli Utah Jazz Rudy Gobert è stato trovato positivo al virus.
Il 4 giugno, i Celtics, con la decisione da parte del NBA di terminare la stagione, riescono a far parte delle 22 squadre qualificate e ancora in lotta per i playoff.

## Draft
| Giro | Scelta | Giocatore      | Ruolo | Nazionalità                                    | Università/Squadra  |
| ---- | ------ | -------------- | ----- | ---------------------------------------------- | ------------------- |
| 1    | 14     | Romeo Langford | G     | Stati Uniti (bandiera)                         | Indiana Hoosiers    |
| 1    | 22     | Grant Williams | AG    | Stati Uniti (bandiera)                         | Tenn. Volunteers    |
| 2    | 33     | Carsen Edwards | P     | Stati Uniti (bandiera)                         | Purdue Boilermakers |
| 2    | 51     | Tremont Waters | P     | Stati Uniti (bandiera) · Porto Rico (bandiera) | LSU Tigers          |

## Maglie
Lo Sponsor tecnico, come per tutte le squadre NBA, è Nike, mentre General Electric è l'unico sponsor sulla canotta. 
| Bianca | Verde | Nera | City edition |

## Roster
| \| Pos. \| Num. \| Naz. \| Nome \| Altezza \| Peso \| Data nascita \| Provenienza \| \| ---- \| ---- \| ---- \| -------------------- \| ------- \| ------ \| ------------ \| ------------------ \| \| P \| 4 \| \| Edwards, Carsen \| 185 cm \| 91 kg \| 12-03-1998 \| Purdue \| \| C \| 55 \| \| Fall, Tacko \| 231 cm \| 131 kg \| 10-11-1995 \| Central Florida \| \| G/AP \| 7 \| \| Brown, Jaylen \| 201 cm \| 102 kg \| 24-10-1996 \| UC Berkeley \| \| G/AP \| 43 \| \| Green, Javonte \| 196 cm \| 100 kg \| 23-07-1993 \| Radford \| \| AP \| 20 \| \| Hayward, Gordon \| 203 cm \| 103 kg \| 23-03-1990 \| Butler \| \| C \| 11 \| \| Kanter, Enes \| 211 cm \| 111 kg \| 20-05-1992 \| Turchia \| \| G \| 45 \| \| Langford, Romeo \| 198 cm \| 88 kg \| 25-10-1999 \| Indiana \| \| P \| 8 \| \| Walker, Kemba \| 185 cm \| 84 kg \| 23-03-1992 \| Connecticut \| \| C \| 77 \| \| Poirier, Vincent \| 213 cm \| 107 kg \| 17-10-1993 \| Francia \| \| A \| 37 \| \| Ojeleye, Semi \| 201 cm \| 107 kg \| 05-12-1994 \| Southern Methodist \| \| G \| 28 \| \| Strus, Max (TW) \| 198 cm \| 88 kg \| 28-03-1996 \| DePaul \| \| P/G \| 36 \| \| Smart, Marcus \| 193 cm \| 100 kg \| 06-03-1994 \| Oklahoma State \| \| AP \| 0 \| \| Tatum, Jayson \| 203 cm \| 93 kg \| 03-03-1998 \| Duke \| \| A/C \| 27 \| \| Theis, Daniel \| 206 cm \| 110 kg \| 04-04-1992 \| Germania \| \| P/G \| 9 \| \| Wanamaker, Brad \| 193 cm \| 85 kg \| 25-07-1989 \| Pittsburgh \| \| P \| 51 \| \| Waters, Tremont (TW) \| 180 cm \| 79 kg \| 10-01-1998 \| LSU \| \| C \| 44 \| \| Williams, Robert \| 208 cm \| 108 kg \| 14-10-1997 \| Texas A&M \| \| AG \| 12 \| \| Williams, Grant \| 201 cm \| 107 kg \| 30-11-1998 \| Tennessee \| | Allenatore - Brad Stevens Assistente/i - Jerome Allen - Jay Larrañaga - Scott Morrison - Micah Shrewsberry - Alvin Williams - Jamie Young Legenda - (C) Capitano - (FA) Free agent - (S) Sospeso - (TW) Contratto Two-way - (GL) Assegnato a squadra G League affiliata - Infortunato Roster • Transazioni · Ultima transazione: 16 agosto 2019 |                                                |                      |         |        |              |                    |
| Pos. | Num. | Naz.                                           | Nome                 | Altezza | Peso   | Data nascita | Provenienza        |
| P | 4 | Stati Uniti (bandiera)                         | Edwards, Carsen      | 185 cm  | 91 kg  | 12-03-1998   | Purdue             |
| C | 55 | Senegal (bandiera)                             | Fall, Tacko          | 231 cm  | 131 kg | 10-11-1995   | Central Florida    |
| G/AP | 7 | Stati Uniti (bandiera)                         | Brown, Jaylen        | 201 cm  | 102 kg | 24-10-1996   | UC Berkeley        |
| G/AP | 43 | Stati Uniti (bandiera) · Montenegro (bandiera) | Green, Javonte       | 196 cm  | 100 kg | 23-07-1993   | Radford            |
| AP | 20 | Stati Uniti (bandiera)                         | Hayward, Gordon      | 203 cm  | 103 kg | 23-03-1990   | Butler             |
| C | 11 | Turchia (bandiera)                             | Kanter, Enes         | 211 cm  | 111 kg | 20-05-1992   | Turchia            |
| G | 45 | Stati Uniti (bandiera)                         | Langford, Romeo      | 198 cm  | 88 kg  | 25-10-1999   | Indiana            |
| P | 8 | Stati Uniti (bandiera)                         | Walker, Kemba        | 185 cm  | 84 kg  | 23-03-1992   | Connecticut        |
| C | 77 | Francia (bandiera)                             | Poirier, Vincent     | 213 cm  | 107 kg | 17-10-1993   | Francia            |
| A | 37 | Stati Uniti (bandiera)                         | Ojeleye, Semi        | 201 cm  | 107 kg | 05-12-1994   | Southern Methodist |
| G | 28 | Stati Uniti (bandiera)                         | Strus, Max (TW)      | 198 cm  | 88 kg  | 28-03-1996   | DePaul             |
| P/G | 36 | Stati Uniti (bandiera)                         | Smart, Marcus        | 193 cm  | 100 kg | 06-03-1994   | Oklahoma State     |
| AP | 0 | Stati Uniti (bandiera)                         | Tatum, Jayson        | 203 cm  | 93 kg  | 03-03-1998   | Duke               |
| A/C | 27 | Germania (bandiera)                            | Theis, Daniel        | 206 cm  | 110 kg | 04-04-1992   | Germania           |
| P/G | 9 | Stati Uniti (bandiera)                         | Wanamaker, Brad      | 193 cm  | 85 kg  | 25-07-1989   | Pittsburgh         |
| P | 51 | Stati Uniti (bandiera) · Porto Rico (bandiera) | Waters, Tremont (TW) | 180 cm  | 79 kg  | 10-01-1998   | LSU                |
| C | 44 | Stati Uniti (bandiera)                         | Williams, Robert     | 208 cm  | 108 kg | 14-10-1997   | Texas A&M          |
| AG | 12 | Stati Uniti (bandiera)                         | Williams, Grant      | 201 cm  | 107 kg | 30-11-1998   | Tennessee          |

## Classifiche

### Central Division
| Atlantic Division      | Atlantic Division | Atlantic Division | Atlantic Division | Atlantic Division | Atlantic Division | Atlantic Division | Atlantic Division | Atlantic Division |
| Squadra                | V                 | S                 | V%                | PR                | Casa              | Trasf             | Div               | PG                |
| ---------------------- | ----------------- | ----------------- | ----------------- | ----------------- | ----------------- | ----------------- | ----------------- | ----------------- |
| y - Toronto Raptors    | 53                | 19                | .736              | 2,5               | 26–10             | 27–9              | 9–5               | 72                |
| x - Boston Celtics     | 48                | 24                | .667              | 7,5               | 26–10             | 22–14             | 9–6               | 72                |
| x - Philadelphia 76ers | 43                | 30                | .589              | 13,0              | 31–4              | 12–26             | 11–5              | 73                |
| x - Brooklyn Nets      | 35                | 37                | .486              | 20,5              | 20–16             | 15–21             | 6–10              | 72                |
| N.Y. Knicks            | 21                | 45                | .318              | 31,5              | 11–22             | 10–23             | 2–11              | 66                |

### Eastern Conference
| Eastern Conference | Eastern Conference     | Eastern Conference | Eastern Conference | Eastern Conference | Eastern Conference | Eastern Conference |
| #                  | Squadra                | V                  | S                  | V%                 | PR                 | PG                 |
| ------------------ | ---------------------- | ------------------ | ------------------ | ------------------ | ------------------ | ------------------ |
| 1                  | z - Milwaukee Bucks *  | 56                 | 17                 | .767               | –                  | 73                 |
| 2                  | y - Toronto Raptors *  | 53                 | 19                 | .736               | 2,5                | 72                 |
| 3                  | x - Boston Celtics     | 48                 | 24                 | .667               | 7,5                | 72                 |
| 4                  | x - Indiana Pacers     | 45                 | 28                 | .616               | 11,0               | 73                 |
| 5                  | y - Miami Heat *       | 44                 | 29                 | .603               | 12,0               | 73                 |
| 6                  | x - Philadelphia 76ers | 43                 | 30                 | .589               | 13,0               | 73                 |
| 7                  | x - Brooklyn Nets      | 35                 | 37                 | .486               | 20,5               | 72                 |
| 8                  | x - Orlando Magic      | 33                 | 40                 | .452               | 23,0               | 73                 |
|                    |                        |                    |                    |                    |                    |                    |
| 9                  | Wash. Wizards          | 25                 | 47                 | .347               | 30,5               | 72                 |
| 10                 | Charlotte Hornets      | 23                 | 42                 | .354               | 29,0               | 65                 |
| 11                 | Chicago Bulls          | 22                 | 43                 | .338               | 30,0               | 65                 |
| 12                 | N.Y. Knicks            | 21                 | 45                 | .318               | 31,5               | 66                 |
| 13                 | Detroit Pistons        | 20                 | 46                 | .303               | 32,5               | 66                 |
| 14                 | Atlanta Hawks          | 20                 | 47                 | .299               | 33,0               | 67                 |
| 15                 | Cleveland Cavaliers    | 19                 | 46                 | .292               | 33,0               | 65                 |

## Mercato

### Scambi
| 20 giugno 2019 | Boston Celtics Draft rights per Ty Jerome (#24) Draft rights per Carsen Edwards (#33) | Philadelphia 76ers Draft rights per Matisse Thybulle (#20)                |
| 20 giugno 2019 | Boston Celtics Scelta 1º giro Draft 2020 (da Milwaukee)                               | Phoenix Suns Aron Baynes Draft Rights per Ty Jerome (#24)                 |
| 6 luglio 2019  | Boston Celtics Kemba Walker (Sign and Trade) Scelta 2º giro Draft 2020                | Charlotte Hornets Terry Rozier (Sign and Trade) Scelta 2º giro Draft 2020 |

### Prolungamenti contrattuali
| Data     | Giocatore      | Contratto          |
| -------- | -------------- | ------------------ |
| 02/07/19 | Daniel Theis   | 10000 $ - 2 anni   |
| 03/07/19 | Brad Wanamaker | 1445697 $ - 1 anno |

### Arrivi

#### Draft
| Data     | Giocatore          | Contratto                  | Provenienza         |
| -------- | ------------------ | -------------------------- | ------------------- |
| 11/07/19 | Romeo Langford #14 | Rookie 16528217 $ - 4 anni | Indiana Hoosiers    |
| 11/07/19 | Grant Williams #22 | Rookie 11802681 $ - 4 anni | Tenn. Volunteers    |
| 13/07/19 | Carsen Edwards #33 | Rookie 6459309 $ - 4 anni  | Purdue Boilermakers |

#### Free Agent
| Data     | Giocatore       | Contratto                                 | Provenienza         |
| -------- | --------------- | ----------------------------------------- | ------------------- |
| 01/07/19 | Tacko Fall      | Non garantito 898310 $ - 1 anno           | UCF Knights         |
| 06/07/19 | Kemba Walker    | (sign and trade) 140790600 $ - 4 anni     | Charlotte Hornets   |
| 15/07/19 | Vincent Poirier | 5125000 $ - 2 anni                        | Saski Baskonia      |
| 17/07/19 | Enes Kanter     | 9772350 $ - 2 anni                        | Portland T. Blazers |
| 18/07/19 | Javonte Green   | Parzialmente garantito 2416291 $ - 2 anni | Ulma                |

#### Two Way Contract
| Data     | Giocatore      | Provenienza      |
| -------- | -------------- | ---------------- |
| 18/07/19 | Max Strus      | DePaul B. Demons |
| 25/07/19 | Tremont Waters | LSU Tigers       |

### Cessioni

#### Free Agent
| Data     | Giocatore          | Motivo     | Nuova squadra      |
| -------- | ------------------ | ---------- | ------------------ |
| 01/07/19 | Al Horford         | Rilasciato | Philadelphia 76ers |
| 01/07/19 | Kyrie Irving       | Rilasciato | Brooklyn Nets      |
| 01/07/19 | Marcus Morris      | Rilasciato | N.Y. Knicks        |
| 01/07/19 | P.J. Dozier        | Rilasciato | Denver Nuggets     |
| 01/07/19 | R.J. Hunter        | Rilasciato | Türk Telekom       |
| 10/07/19 | Guerschon Yabusele | Tagliato   | Fenerbahçe         |